# Stadtwerke Kufstein
Die Stadtwerke Kufstein GmbH ist ein lokaler Netzbetreiber, Wasser- und Energielieferant und Stromerzeuger. Sie versorgt private Haushalte, Wohnanlagen, Gewerbe und die Industrie, sowie Kundinnen und Kunden aus dem öffentlichen Bereich der Stadt Kufstein, der Nachbargemeinden Langkampfen, Schwoich, Ebbs, Thiersee und Bayrischzell (D).

## Dienste

### Stromversorgung
Die Stadtwerke Kufstein sind seit 1898 der Stromlieferant für Kundinnen und Kunden in Kufstein und Umgebung. Insgesamt werden über 160 km2 der Region durch das Stromnetz der Stadtwerke Kufstein versorgt.
Die Energie stammt zu 100 % aus Österreich – überwiegend erzeugt aus Wasserkraft, Windenergie und Biomasse. 2020 wurden rund 15.000 Kundinnen und Kunden versorgt, deren Stromverbrauch bei rund 140 GWh im Jahr liegt.

### Wasserversorgung
Ursprünglich gegründet als „städtische Wasserleitungsanstalt“ wurde mit der Wasserversorgung der Grundstein für das heutige Unternehmen Stadtwerke Kufstein GmbH gelegt. Seit 1894 versorgen die Stadtwerke Kufstein die Stadt Kufstein sowie Teile von Ebbs und Langkampfen mit frischem Trinkwasser.
Im Kaisertal befindet sich der Hauptwasserspender für das Versorgungsgebiet: die Hofinger Quelle. Für einen Teil des Einzugsgebiets der Hofinger Quelle ist ein 1,6 km2 großes Wasserschongebiet verordnet. Es bestehen verschiedene Nutzungs- und Düngebeschränkungen zur Sicherstellung der Trinkwasserressource. Zum Schutz vor bakteriologischen Verunreinigungen wird das Quellwasser mittels UV-Desinfektion aufbereitet. Das Trinkwasser wird im Hochbehälter Theaterhütte in zwei Kammern mit jeweils 3.000 m³ Fassungsvermögen zwischengespeichert und von dort aus in das Verteilnetz eingespeist. Das im Hochbehälterzulauf situierte Trinkwasserkraftwerk erzeugt zusätzlich 160.000 kWh Ökostrom pro Jahr.
Als vollwertige Ausfallreserve steht der Tiefbrunnen Fürhölzl zur Verfügung. Der Brunnen befindet sich nordöstlich von Kufstein im Fürhölzl Wald. Seit 1974 wird der Standort von der Wasserversorgung Kufstein für die Trinkwassergewinnung genutzt. 1996 erfolgte die Erneuerung der Tiefbrunnenanlage. Auch für das Einzugsgebiet des Tiefbrunnens ist ein weitreichendes Wasserschutz- und Schongebiet verordnet. Normalerweise wird der Tiefbrunnen Fürhölzl nur bei Trübungen des Quellwassers der Hofinger Quelle nach Starkregen oder während Wartungsarbeiten betrieben.
Die Stadtwerke Kufstein versorgen rund 20.000 Einwohner über ein 83 Kilometer langes Leitungsnetz mit Trinkwasser.

### Abwasserentsorgung
Seit 1996 sind die Stadtwerke Kufstein mit dem Betrieb des Abwassernetzes der Stadt Kufstein betraut. Das unterirdische Kanalnetz mit einer Länge von ca. 55 km sammelt das Abwasser von rund 2.200 Hausanschlüssen. Über vier Pumpwerke sowie vier steuerbare Regenrückhaltebecken gelangen die Abwässer in die Kläranlage des Abwasserverbandes Kufstein und Umgebung. So werden jährlich über 3.000.000 m³ Abwasser mechanisch sowie biologisch gereinigt und anschließend in die Natur zurückgeführt.

### Abfallwirtschaft
Die Stadtwerke Kufstein betreiben den Recyclinghof und die Abfallwirtschaft für Kufstein. Dies beinhaltet auch Abfallkonzepte für regionale Unternehmen sowie Abfallberatung an Schulen.
Am Recyclinghof in der Nähe des Biomasse-Heizkraftwerkes an der Autobahn-Ausfahrt Kufstein-Süd können Abfälle, Wert- und Problemstoffe abgegeben werden. Durchschnittlich kommt es zu 370 Einfahrten pro Tag, zusätzlich wird ein Abholservice für Sperrmüll angeboten. Weiter werden ca. 35 über das Stadtgebiet verteilte Sammelstellen für Glas, Papier und Metallverpackungen betreut. Jährlich werden rund 2.400 Tonnen Restmüll und 1.500 Tonnen Biomüll entsorgt.

### Fernwärme
Das Fernwärmenetz in Kufstein wurde 1978 errichtet. Im Dezember 2003 nahm die Bioenergie Kufstein, ein Tochterunternehmen der Tiroler Wasserkraft und der Stadtwerke Kufstein, das damals größte Biomasse-Heizkraftwerk Österreichs auf einem Areal von 15.000 m² in Betrieb. Es dient der Erzeugung von ca. 70 Mio. kWh Fernwärme sowie 22 Mio. kWh Ökostrom pro Jahr.
Für die Erzeugung von Wärme und Strom werden ausschließlich nachwachsende Rohstoffe, wie Hackschnitzel aus der Holzindustrie sowie bäuerliches Waldhackgut verwendet. Das Biomasse-Heizwerk heizt CO2-neutral, da das Verbrennen der unbehandelten Baumreste nur jenes CO2 freisetzt, das die Bäume zuvor aus der Luft gefiltert und gespeichert haben. Dabei ist zu berücksichtigen, dass das Wachstum der Bäume um ein Vielfaches länger dauert als das Verbrennen und Energie gewinnen.
Heute ist die Hauptleitung des Kufsteiner Fernwärmenetzes bereits rund 37 km lang. Das Heizkraftwerk versorgt in Kufstein ca. 600 Anlagen mit Wärme und Warmwasser. Das entspricht 5.600 Haushalten und 550 Geschäften, Büros und Arztpraxen. Mit der Anlage werden fast zwei Drittel des gesamten Wärmebedarfs der Stadt Kufstein abgedeckt.

### Fernsehen – Internet – Telefon
Die Stadtwerke Kufstein versorgen mit KufNet die Bevölkerung in den Bereichen Kabelfernsehen, Internet und Telefon. Über ein seit 1974 ausgebautes Kabel & Glasfasernetz konsumieren ca. 15.000 Kundinnen und Kunden (Stand Juli 2023) in Kufstein, Langkampfen, Ebbs, Erl, Niederndorf, Niederndorferberg, Rettenschöss, Walchsee, Kössen, Schwendt, Söll, Teilen von Schwoich, Kirchbichl, Thiersee und Bad Häring Kabelfernsehen und Breitband-Internet. Die Festnetz-Telefonie über Internet (Voice over IP) von KufNet nutzten im Januar 2021 ca. 3.000 Kundinnen und Kunden.

### Stadtbus Kufstein
Zu den Stadtwerken Kufstein gehörte seit Januar 2006 die Organisation des von der Verkehrsbetriebe Achhorner KG betriebenen Stadtbus Kufstein, welcher auch Mitglied im Verkehrsverbund Tirol (VVT) ist. Anfang 2024 übernahm die Firma Ledermair die Achhorner KG und betreibt seitdem den Stadtbus. Es verkehren 4 Buslinien, wobei eine davon alleine an Sonn- und Feiertagen fährt. In Summe nutzen das Verkehrsmittel rund 600.000 Personen jährlich.

### Beecar
Im Sommer 2018 wurde das E-Carsharing-Projekt Beecar durch die Stadtwerke Kufstein ins Leben gerufen. Beecar ist ein Carsharing-Angebot mit Elektrofahrzeugen. Die Nutzung der Beecars ist in der Regel laut Betreiber kostengünstiger als der Unterhalt eines eigenen Fahrzeuges. Rund 450 Mitglieder (Stand Mai 2023) nutzen den Service aktuell. Diese haben seit Projektstart insgesamt 750.000 km mit den Beecars zurückgelegt. Insgesamt stehen 21 Beecars in Kufstein, Niederndorf, Kössen, Thiersee, Schwoich und Söll zur Verfügung.

### ECK Elektroinstallation
ECK Elektroinstallation ist ein Unternehmensbereich der Stadtwerke Kufstein. Das Elektroinstallationsunternehmen beschäftigt 20 Mitarbeiterinnen und Mitarbeiter, sowie 9 Lehrlinge (Stand November 2023). Das Angebot von ECK reicht von der klassischen Elektroinstallation über Smart-Home-Lösungen bis hin zu Infrarot Heiztechnik. Außerdem gibt es seit Mitte 2020 ein Elektro-Fachgeschäft im Gebäude der Stadtwerke Kufstein. Dort sind unterschiedliche Elektroartikel wie Waschmaschinen, Geschirrspüler, Kleingeräte, Fernseher oder hochwertige Artikel für die Elektroinstallation und Haustechnik erhältlich.

### Kaiserlift Kufstein
Die Stadtwerke Kufstein übernahmen 2014 den damals stillgelegten Einser-Sessellift Wilder Kaiser I+II, besser bekannt als Kufsteiner Kaiserlift. Die Liftanlage wurde gemeinsam mit den Bergbahnen Wilder Kaiser generalsaniert und sicherheitstechnisch auf den neuesten Stand gebracht. Seit 2015 ist der Kaiserlift im Sommer für die Beförderung von Personen ins Naturerlebnis Kaisergebirge geöffnet. Die traditionsreiche Seilbahn ist eine der wenigen verbliebenen 1-er Sesselbahnen Österreichs.

## Beteiligungen und Tochtergesellschaften
Die Stadtwerke Kufstein wurden 1894 als Städtische Wasserleitungsanstalt gegründet, wenige Jahre später kamen die Bereiche Strom und Elektroinstallation dazu. Das Unternehmen ist zu 100 % eine Tochtergesellschaft der Stadt Kufstein und hat Beteiligungen an folgenden Unternehmen:
- Kufgem GmbH: 100% - Das IT-Systemhaus ist seit 1991 im EDV-Bereich tätig.
- Energie West GmbH: 10,53 % Das Unternehmen wurde 1999 im Hinblick auf die Strommarktliberalisierung gegründet und dient ihren Mitgliedern als Dienstleistungsplattform für gemeinsame Aufgabenstellungen.
- Bioenergie Kufstein: 50 %
- Festung Kufstein GmbH: 50 %